# Soldatenamazone

Verbreitungsgebiet der Soldatenamazone (grün)

Die Soldatenamazone (Amazona mercenarius) ist eine Papageienart aus der Unterfamilie der Neuweltpapageien. Die Grundfärbung des Gefieders dieser 34 Zentimeter groß und etwa 340 Gramm schwer werdenden Amazonenart ist grün. Abweichend davon sind der rote Flügelspiegel, die gelben bis gelborangenen Flügelspitzen und die rote Bänderung an den äußeren Schwanzfedern. Der Schnabel ist ebenso wie der unbefiederte Augenring grau. Die Iris ist orange und die Füße sind grüngrau.
Die Soldatenamazone kommt in einem schmalen Streifen von Kolumbien und dem Nordwesten von Venezuela über Ecuador bis nach Peru und den Norden Boliviens vor. Sie lebt innerhalb dieses Verbreitungsgebietes bevorzugt in Bergregenwäldern und kommt dabei überwiegend in Höhenlagen von 1.500 bis 3.000 Meter vor. Bis jetzt liegen nur vereinzelte Informationen über den Bestand dieser Amazonenart vor. Die Art gilt aber allgemein als nicht gefährdet.